# 関根慶子
関根 慶子（せきね よしこ、1909年10月4日 - 1998年9月12日）は、日本の国文学者。文学博士（東京教育大学・論文博士・1962年）。お茶の水女子大学名誉教授。
国文学者・関根正直の娘で、仏文学者の関根秀雄は実兄、旧約聖書学者の関根正雄は実弟。経済学者の関根友彦や、倫理学者関根清三は甥。

## 生涯
東京生まれ。1927年、内村鑑三の聖書講義を聞いて入信し、1930年、塚本虎二の丸の内聖書研究会の会員となる。1931年、東京女子高等師範学校卒、1939年、東京文理科大学国文科卒業、副手となる。1940年、実践女子専門学校教授。1949年、お茶の水女子大学専任講師、1953年、助教授。1962年、「中古私家集の研究」で東京教育大学文学博士。1965年、お茶の水女子大教授、1966年、附属高等学校校長。1975年、お茶の水女子大定年退官、名誉教授、1976年、梅光女学院大学教授、1981年、退任。
平安朝私家集の研究で知られた。女性研究者の先駆的存在で、その基金を元に、功績を讃えて1993年より女性の国文学研究者を対象に関根賞が設けられている。

## 著書
- 『散木奇歌集の研究と校本』明治図書出版, 1952
- 『中古私家集の研究 伊勢・経信・俊頼の集』風間書房, 1967
- 『平安文学 人と作品ところどころ』風間書房, 1988
- 『榛名散策』風間書房, 1994
- 『続・榛名散策』風間書房, 1997

### 校注・訳注等
- 源経信『経信集』古典文庫, 1951
- 『伊勢集』不昧堂書店, 1952
- 『寝覚物語全釈』小松登美共著 学灯社, 1960
- 源経信『難後拾遺集成』風間書房, 1975
- 菅原孝標女『更級日記』講談社学術文庫, 1977
- 源俊頼『散木奇歌集 本文・校異篇』風間書房, 1979
- 『寝覚』講談社学術文庫, 1986
- 『赤染衛門集全釈』(私家集全釈叢書)風間書房, 1986
- 『散木奇歌集 集注篇』古屋孝子共著 風間書房, 1992－99
- 『伊勢集全釈』(私家集全釈叢書)山下道代共著 風間書房, 1996

### 記念論集
- 『関根慶子教授退官記念寝覚物語対校・平安文学論集』風間書房, 1975
- 『平安文学論集』関根慶子博士頌賀会 風間書房, 1992
- 『低き心高き志 関根慶子博士の生涯』関根慶子博士追悼文集刊行会編 風間書房 1999

## 論文
- 関根慶子「女流日記作者の道心」『国文学解釈と鑑賞』第14巻第2号、至文堂、1949年2月、9-16頁、ISSN 03869911、NAID 40001342166。
- 関根慶子「更級日記私見--更級日記への二三の新説について」『日本文学教室』第7号、蒼明社、1951年2月、27-34頁、NAID 40003035867。
- 関根慶子, 小松登美「ねざめ物語私注」『平安文学研究』第15号、平安文学研究会、1954年6月、63-69頁、ISSN 02869861、NAID 40003442464。
- 関根慶子「宮仕えに見られる三つのあり方」『国文』第6号、お茶の水女子大学国語国文学会、1956年12月、1-8頁、ISSN 0389861X、NAID 40001324347。
- 関根慶子「うつぼ物語より(一)」『幼児の教育』第57巻第1号、日本幼稚園協会、1958年1月、34-39頁、NAID 120001929011。
- 関根慶子「うつぼ物語より(二)」『幼児の教育』第57巻第2号、日本幼稚園協会、1958年2月、18-23頁、NAID 120001929023。
- 関根慶子「うつぼ物語より(三)」『幼児の教育』第57巻第5号、日本幼稚園協会、1958年5月、45-49頁、NAID 120001929087。
- 関根慶子「うつぼ物語より(四)」『幼児の教育』第57巻第7号、日本幼稚園協会、1958年7月、28-32頁、NAID 120001929114。
- 関根慶子「うつぼ物語より(五)」『幼児の教育』第57巻第10号、日本幼稚園協会、1958年10月、26-31頁、NAID 120001929206。
- 関根慶子「よはのねざめ」『國文學 : 解釈と教材の研究』第10巻第4号、學燈社、1965年3月、ISSN 04523016、NAID 40001345906。
- 関根慶子「雨のさまざま : 平安文学作品から」『幼児の教育』第75巻第6号、日本幼稚園協会、1976年6月、6-8頁、NAID 120001931871。
- 関根慶子「月にたとえられるのは他者か--一首の解をめぐって」『日本文学研究』第16号、梅光女学院大学日本文学会、1980年11月、59-65頁、ISSN 02862948、NAID 110000993649。